# Batkiwszczyna

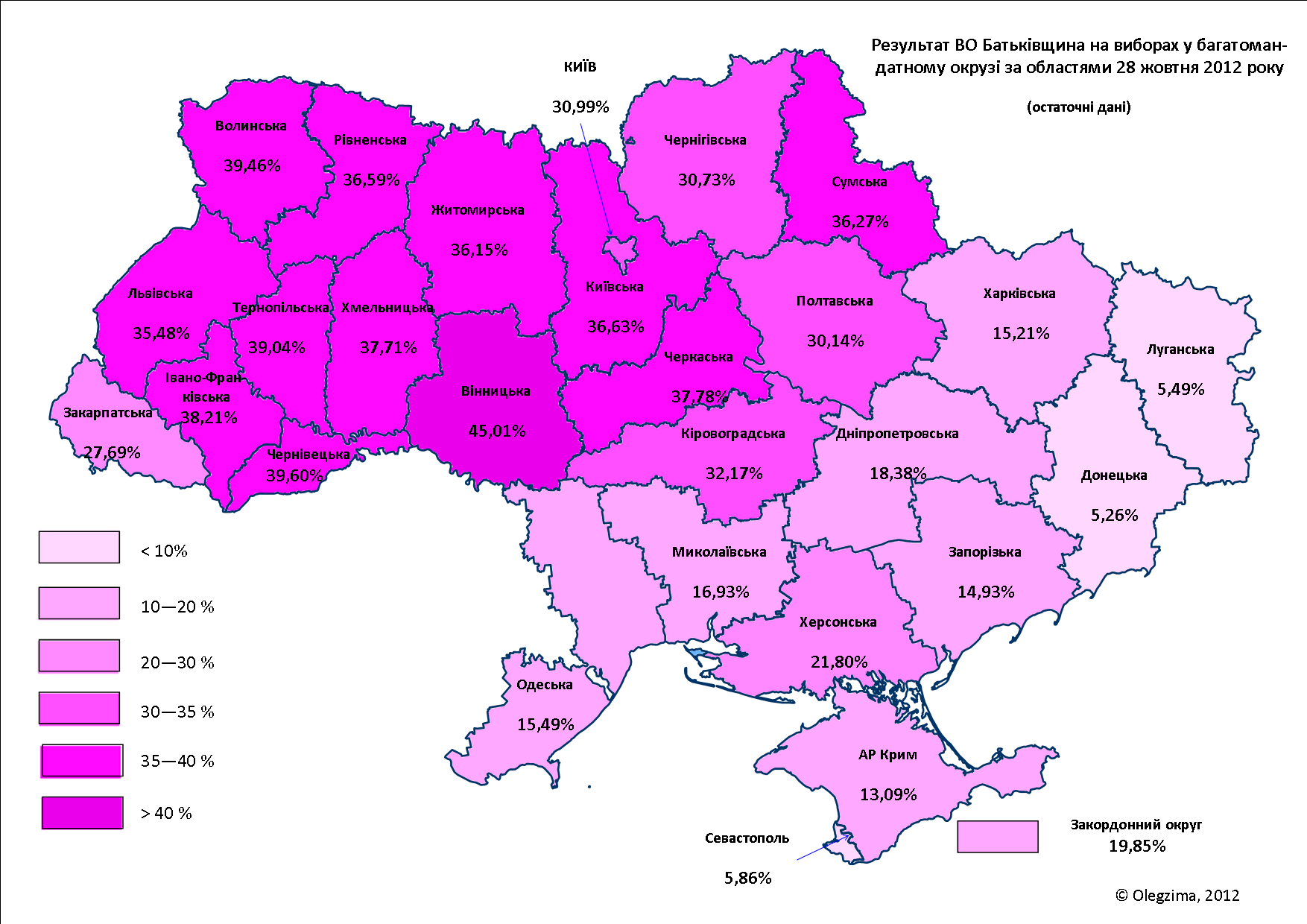
Poparcie Batkiwszczyny w wyborach w 2012

Batkiwszczyna (ukr. Всеукраїнське об'єднання „Батьківщина”, dosł. Wszechukraińska Koalicja „Ojczyzna”) – ukraińska centroprawicowa, poprzednio centrolewicowa i umiarkowanie nacjonalistyczna partia polityczna. W 2008 uzyskała status obserwatora w Europejskiej Partii Ludowej.

## Historia
Ugrupowanie w 1999 założyła wicepremier Julia Tymoszenko i większość deputowanych Rady Najwyższej III kadencji związanych z partią Hromada po upadku kariery politycznej jej przywódcy Pawła Łazarenki. W początkowych latach partia była sytuowana w centrum sceny politycznej. Po dymisji rządu Wiktora Juszczenki partia znalazła się w opozycji.
W kolejnych wyborach parlamentarnych w 2002, 2006 i 2007 ugrupowanie startowało w ramach powołanego w 2001 Bloku Julii Tymoszenko. W BJuT zajęło główną pozycję, skupiając w ramach koalicji większość deputowanych. Po pomarańczowej rewolucji szeregi Batkiwszczyny zasiliła grupa oligarchów, którzy przeszli na stronę nowej władzy (m.in. Kostiantyn Żewaho, Tarieł Wasadze i Bohdan Hubski). Między 2005 a 2010 partia współtworzyła dwa gabinety swojej liderki.
W marcu 2010 po zwycięstwie Wiktora Janukowycza i powołaniu gabinetu Mykoły Azarowa Batkiwszczyna znalazła się w opozycji. Kilkudziesięciu deputowanych BJuT zaczęło stopniowo wspierać nową władzę. W sierpniu 2011 przywódczyni partii została tymczasowo aresztowana. Zmieniona ordynacja wyborcza przywróciła wybór połowy posłów w okręgach jednomandatowych i wykluczyła możliwość startu w wyborach w ramach koalicji. Batkiwszczyna stała się w tym okresie główną siłą opozycyjną, współpracując z innymi ugrupowaniami. Pod jej szyldem start w wyborach w 2012 zadeklarowało kilka partii politycznych – na ogłoszonej liście kandydatów znaleźli się działacze m.in. Frontu Zmian, NRU, Reform i Porządku, partii Za Ukrainę! oraz Ludowej Samoobrony. W głosowaniu ugrupowanie otrzymało ponad 25% głosów, zajmując 2. miejsce i uzyskując około 100 mandatów.
W 2013 doszło do zjednoczenia kilku środowisk w ramach Batkiwszczyny, wśród jej nowych wiceprzewodniczących znalazł się Arsenij Jaceniuk. Partia brała aktywny udział w wydarzeniach Euromajdanu, które w lutym 2014 doprowadziły do uwolnienia jej liderki, powołania nowego rządu, a także czasowego przejęcia obowiązków prezydenta przez jednego z przywódców ugrupowania i nowo wybranego przewodniczącego Rady Najwyższej Ołeksandra Turczynowa. Już w sierpniu tego samego roku na tle przygotowań do przedterminowych wyborów parlamentarnych doszło do konfliktu w ramach Batkiwszczyny, który zakończył się odejściem znacznej grupy polityków skupionej wokół Arsenija Jaceniuka i Ołeksandra Turczynowa i powołaniem przez nich Frontu Ludowego.
Batkiwszczyna wystawiła własną listę wyborczą, otworzyła ją więziona przez Rosjan wojskowa Nadija Sawczenko, na dalszych miejscach znaleźli się Julia Tymoszenko i aktywista Euromajdanu Ihor Łucenko. Partia otrzymała blisko 5,7% głosów (17 mandatów), dodatkowo wprowadziła dwóch swoich kandydatów w okręgach jednomandatowych. Dołączyła następnie do koalicji rządowej współtworzącej powołany po wyborach gabinet Arsenija Jaceniuka, którą opuściła w 2016. W 2019 ugrupowanie utrzymało parlamentarną reprezentację na kolejną kadencję.

## Wyniki wyborcze
Wybory do Rady Najwyższej Ukrainy
| Rok  | Głosy (tys.)                    | %                               | Mandaty                         |
| ---- | ------------------------------- | ------------------------------- | ------------------------------- |
| 2002 | W ramach Bloku Julii Tymoszenko | W ramach Bloku Julii Tymoszenko | W ramach Bloku Julii Tymoszenko |
| 2006 | W ramach Bloku Julii Tymoszenko | W ramach Bloku Julii Tymoszenko | W ramach Bloku Julii Tymoszenko |
| 2007 | W ramach Bloku Julii Tymoszenko | W ramach Bloku Julii Tymoszenko | W ramach Bloku Julii Tymoszenko |
| 2012 | 5208                            | 25,5                            | 101                             |
| 2014 | 894                             | 5,7                             | 19                              |
| 2019 | 1196                            | 8,2                             | 26                              |

Wybory prezydenckie
| Rok  | Kandydat         | Głosy w I turze (tys.) | % w I turze | Głosy w II turze (tys.) | % w II turze | Wygrana |
| ---- | ---------------- | ---------------------- | ----------- | ----------------------- | ------------ | ------- |
| 2010 | Julia Tymoszenko | 6160                   | 25,0        | 11 593                  | 45,5         | Nie     |
| 2014 | Julia Tymoszenko | 2310                   | 12,8        |                         |              | Nie     |
| 2019 | Julia Tymoszenko | 2532                   | 13,4        |                         |              | Nie     |